# 다카시마정 (시가현)
다카시마정(高島町)은 시가현 다카시마군에 설치되었던 정이다. 비와호 서안에 위치했고, 근세에는 오미조 번이 놓여져 다카시마군의 정치적 중심지였다.
2005년 1월 1일 - 동군 아도가와정, 신아사히정, 이마즈정, 마키노정, 구쓰키촌과 합병해 시제를 시행으로 다카시마시가 탄생해 동시에 폐지되었다.

## 역사
- 1943년 4월 29일 - 오미소촌, 다카시마촌, 미즈오촌이 합병해 성립하였다.
- 2005년 1월 1일 - 마키노정, 이마즈정, 구쓰키촌, 아도가와정, 신아사히정과 합병해 다카시마시가 성립하였다. 동일 다카시마정은 폐지되었다.

## 교통

### 철도
- 서일본 여객철도 고세이 선

### 도로
- 국도 161호선